# The Car of Chance
The Car of Chance è un film muto del 1917 diretto da William Worthington.

## Trama
Rimasto, dopo la morte del padre, con un'eredità consistente in una limousine e cento dollari per la benzina, Arnold Baird viene trattato come uno straccione da quello che doveva diventare suo suocero, James Bennett, direttore generale della Consolidated Trolley Company, che rompe subito il fidanzamento con sua figlia Ruth. La signora Bennett, dal canto suo, progetta immediatamente nuove nozze per la figlia, questa volta con Henry Mott-Smith, un ricco capitalista che detiene il controllo della società dei tram. Fiducioso dell'amore di Ruth, Arnold non si perde d'animo e, con l'aiuto degli amici, fonda la Social Rapid Transit Company, una piccola compagnia di autobus a bassa tariffa che ha subito successo anche perché il sindacato gestito da Israel Helmstone proclama, per far loro ottenere una paga più equa, lo sciopero dei lavoratori della Consolidated Traction. La compagnia tranviaria viene messa presto in ginocchio e Arnold, ora in una posizione contrattuale di potere, costringe Bennett a nominarlo vicedirettore generale a diecimila dollari al mese, più una lunga vacanza di sei mesi per godersi la luna di miele con Ruth.

## Produzione
Il film fu prodotto dalla Bluebird Photoplays negli Universal Studios, al 100 di Universal City Plaza, a Universal City.

## Distribuzione
Il copyright del film, richiesto dalla Bluebird Photoplays, Inc., fu registrato il 1º giugno 1917 con il numero LP10875.

Distribuito dalla Bluebird Photoplays attraverso la Universal Film Manufacturing Company, il film uscì nelle sale statunitensi il 9 luglio 1917.
Non si conoscono copie ancora esistenti della pellicola che viene considerata presumibilmente perduta.